# Conrad Gozzo
Conrad Gozzo, surnommé parfois The Goz, né le 6 février 1922 à New Britain dans le Connecticut et mort le 8 octobre 1964 à Burbank en Californie, est un trompettiste de jazz américain.

## Biographie

### Big Bands
Fils d'un professeur de trompette, Conrad Gozzo commence sa carrière en 1938 dans l'orchestre d'Isham Jones. Il joue dans plusieurs big bands swing avant de rejoindre, en 1941, l'orchestre de Claude Thornhill, puis, en 1942, celui de Benny Goodman. Pendant la Seconde Guerre mondiale, il est «lead trumpet» du grand orchestre de la Navy dirigé un temps par Artie Shaw. de 1945 à 1946, il fait partie du «First Herd» de Woody Herman. Entre 1947 et 1955, on le retrouve dans de nombreux big bands, tels que ceux de Boyd Raeburn, Tex Beneke, Billy May, Bob Crosby, ou Stan Kenton.

### Travail en studio
À partir de 1955, il mène une carrière de musicien de studio en Californie. Il travaille pour la radio et la télévision : pendant près de dix ans, il est «lead trumpet» du «NBC Hollywood Staff Orchestra». Il participe à un nombre impressionnant d'enregistrements de musiques de films («Ben-Hur», «Cléopâtre», «The Glenn Miller Story», «The Benny Goodman Story»,…) et d'albums de jazz ou de «variétés». À l'époque, Frank Sinatra le demande systématiquement comme «lead trumpet» pour l'enregistrement de ses disques. On peut entendre Conrad Gozzo sur des albums d'«orchestres de studio» dirigés par Shorty Rogers, Ray Anthony, Pete Rugolo, Nelson Riddle, Henry Mancini. Gozzo meurt d'une crise cardiaque en 1964.

## Style
Si la discographie de Conrad Gozzo comme sideman est impressionnante, il n'a, par contre, enregistré qu'un seul disque sous son nom Goz the great! en 1955 pour le label RCA Victor.
Doté d'une technique exemplaire (aisance sur toute la tessiture, puissance, richesse de timbre…), musicien pour musiciens (il a été élu «Trumpeter's trumpeter» par les lecteurs de la revue «Down Beat»), Conrad Gozzo est un des plus brillants "lead trumpets" de l'histoire du jazz, mais aussi, même s'il se prête rarement à cet exercice, un improvisateur inventif et un soliste attachant.